# Potentieel natuurlijke vegetatie

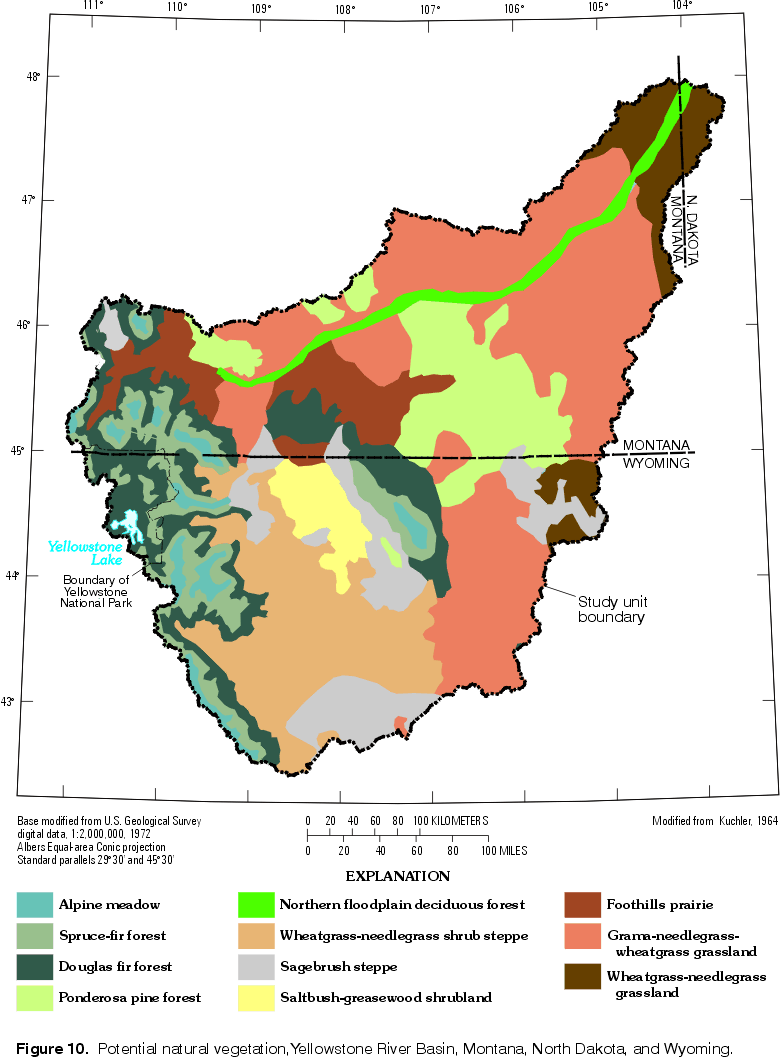
Voorbeeld van een kaart waarop de potentieel natuurlijke vegetatie is weergegeven van het Yellowstone National Park.

De potentieel natuurlijke vegetatie, veelal afgekort als PNV, is een concept voor het analyseren van syndynamische relaties tussen plantengemeenschappen. De PNV beschrijft hoe de vegetatie eruit zou kunnen zien zonder menselijke tussenkomst of eventuele rampen. Het concept werd in 1956 ontwikkeld door Reinhold Tüxen naar aanleiding van de discussie over het begrip climax binnen de vegetatiekunde. Volgens Küchle is de vegetatie hypothetisch en hoeft deze niet per se voor te komen in het gebied wanneer er beredeneerd is dat een bepaald gebied een PNV zou hebben. De PNV is dan ook niet gelijk aan de oorspronkelijke begroeiing van een gebied.
De potentieel natuurlijke vegetatie hangt af van standplaats, abiotische- en biotische factoren. De systematiek wordt onder andere gebruikt bij het opstellen van klimaatmodellen. Bij deze modellen wordt er bijvoorbeeld gekeken naar hoe de vegetatie zich handhaaft bij een klimaatsverandering. Binnen de vegetatiekunde wordt de PNV gebruikt om de invloeden van de CO2-toename en de veranderingen in het landgebruik op de vegetatie in te schatten.

## Concept
Het concept van de potentieel natuurlijke vegetatie is in 1956 geïntroduceerd door de Duitse vegetatiekundige Reinhold Tüxen. Het kan gebruikt worden voor het analyseren van relaties tussen plantengemeenschappen die optreden gedurende het ecologische successieproces. PNV is niet hetzelfde als de oorspronkelijke begroeiing. Bepaalde natuurlijke factoren van nu, zoals klimaat en bodemgesteldheid, kunnen verschillen met die van vroeger. Een andere factor die van invloed kan zijn is de migratie van soorten.
Het begrip potentieel natuurlijke vegetatie verving het eerdere concept ecologische climax (Hult), dat in de loop der tijd steeds meer controverses opleverde omdat het een aantal zaken niet goed verklaarde. In tegenstelling tot dit begrip staat potentieel natuurlijke vegetatie voor de volwassen vegetatie die zou ontstaan wanneer humane invloeden zouden wegvallen. Tüxen was er een voorstander van om de langdurige effecten van klimaatverandering die op zouden kunnen treden tijdens de successie niet mee te nemen in de uiteindelijke bepaling van de PNV.
In 1973 werd de PNV-definitie bijgesteld en verfijnd en verder geëxpliciteerd door de vegetatiekundigen Victor Westhoff en Eddy van der Maarel. Zij beargumenteerden dat het concept van de ecologische successie niet thuishoorde in de definitie want dat dit gegeven hier los van stond. De PNV diende beschreven te worden als de vegetatie die zou ontstaan wanneer alle antropogene invloeden zouden wegvallen zonder tijdsverloop als meebepalende factor. Tevens werd de premisse toegevoegd dat er van werd uitgegaan dat het eindstadium van de vegetatie in één keer bereikt zou worden. In 1987 kwam er weer een herziening toen Kowarik eraan toevoegde dat onomkeerbaar menselijk handelen wel meegenomen dient te worden bij de bepaling van de PNV. Een voorbeeld van een dergelijk effect is de introductie van exoten.
In Tsjechië is het concept environmentally adapted natural vegetation geïntroduceerd in 1984 door Neuhausl. Dit concept is ontwikkeld vanwege de invloed die vervuiling heeft op de vegetatie. De oorspronkelijke definitie van PNV neemt de invloeden door vervuiling namelijk niet mee terwijl deze wel van invloed is op de ontwikkeling van de vegetatie. Omdat bij de bepaling van de PNV het merendeel van het menselijk handelen en de successie niet werd meegenomen volgens de definitie van Westhoff & van der Maarel, heeft Leuschner los van Neuhausl in 1997 naar aanleiding hiervan het concept Site-adapted Vegetation ontwikkeld. Dit concept tracht alle veranderingen die plaatsvinden tijdens de successie maar ook veranderingen in de bodem mee te nemen. Neuhausl heeft het concept ontwikkeld als een uitbreiding op het oorspronkelijke concept van de PNV.
In 1998 ontwikkelde de bioloog Milan Chytry los van de Site-adapted Vegetation de Potential Replacement Vegetation. In dit concept worden de invloeden van het klimaat meegenomen in tegenstelling tot de mening van Tüxen, die vindt dat deze invloeden niet meegenomen dienen te worden. Daarnaast wordt de bodemsamenstelling meegenomen binnen dit concept net zoals bepaald omgevingsfactoren zoals vervuiling.
In 2012 is er een nieuw concept ontwikkeld, de potentieel toekomstige vegetatie. Dit concept is ontwikkeld door Somodi et al in 2012 in het artikel Towards a more transparent use of the potential natural vegetation conceptn answer to Chiarucci et al. Dit concept is bedacht naar aanleiding van de publicatie The concept of potential natural vegetation: an epitaph? door Chiarucci en anderen in 2010.

## Bepaling

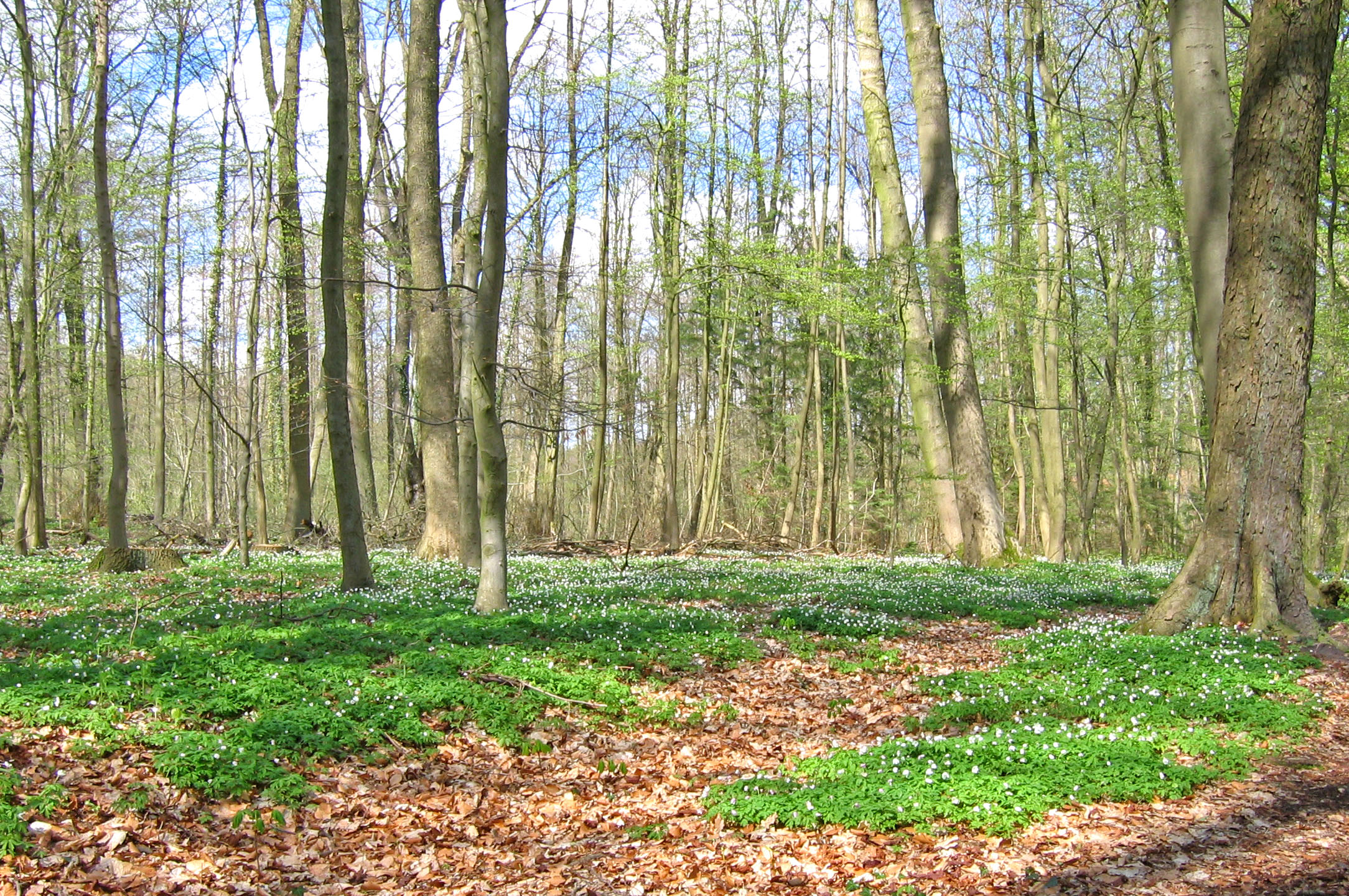
Voorbeeld van een eiken-haagbeukenbos met bosanemoon in Duitsland.

Voor het bepalen van de potentieel natuurlijke vegetatie speelt een aantal factoren een rol. Echter worden niet alle factoren die van invloed zijn op de biotiek en de abiotiek meegenomen. Daarnaast verschilt het per methode welke factoren wel en niet meegenomen worden in de bepaling.
Het bepalen van de potentieel natuurlijke vegetatie gebeurt onder andere met behulp van pollenanalyses. Met behulp van deze pollen is het mogelijk om een inschatting te maken van hoe de vegetatie eruit zou komen te zien wanneer de menselijke invloeden wegvallen. Een deel van de methode is gebaseerd op de huidige inventarisaties van de vegetatie terwijl andere enkel uitgaan van factoren die van invloed zijn op de groei van de vegetatie.
In andere gevallen wordt er gewerkt met behulp van reconstructies. In Denemarken is dit bijvoorbeeld toegepast in Draved-bos aangezien de vegetatie daar voor een periode van 3000–4000 jaar onaangeroerd is gebleven. Dit onderzoek werd gecombineerd met het bekijken van de natuurlijke migratiepatronen van bijvoorbeeld de beuk en een pollenanalyse. Niet in alle landen is het mogelijk om te werken met referentiebeelden aangezien daar weinig tot geen natuurlijke vegetatie voorkomt. In Nederland is door Esther Jansma in 1960 aangetoond dat de eiken-haagbeukenbossen in Zuid-Limburg halfnatuurlijke bossen zijn die door de mens afgeleid zijn van het oorspronkelijke bossen. Op deze manier kan Jansma een overzicht opstellen van hoe de vegetatie er in verschillende periode heeft uitgezien waarbij hij de invloeden van het menselijk handelen kon bekijken.
Voor de bepaling van de potentieel natuurlijke vegetatie wordt soms gekeken naar een bepaald tijdsbestek. Er worden twee verschillende tijdsbestekken gehandhaafd. Er worden tijdvakken van 50–150 en 100–200 jaar gehanteerd.

## Beïnvloedende factoren
Niet alle factoren zijn van invloed op de te verwachten potentieel natuurlijke vegetatie. Zo treedt er bij plaggen en grondverzet uitspoeling op. Dit leidt in de meeste gevallen niet tot een andere potentieel natuurlijke vegetatie, maar alleen een verlenging van de successie. Men vermoedt echter wel dat bijvoorbeeld plaggenbemesting en andere soorten van verrijking van de grond zorgt dat het climaxstadium van de potentieel natuurlijke vegetatie versneld bereikt wordt. De waterhuishouding wordt wel meegenomen bij het bepalen van de potentieel natuurlijke vegetatie. Er wordt rekening gehouden met ontwatering omdat de effecten hiervan niet altijd omkeerbaar zijn op de korte termijn zoals bodemdaling. Daarnaast worden bepaalde omgevingsfactoren meegenomen zoals de hoogteligging van een gebied en het klimaat. Menselijk handelen wordt alleen meegenomen wanneer dit onomkeerbaar is.
Bij ontwatering veranderd die potentieel natuurlijke vegetatie in een drogere variant. Als voor de ontwatering die potentieel natuurlijke vegetatie elzenbroekbos is kan dit bijvoorbeeld na de ontwatering elzenrijk essen-iepenbos zijn.

## Kritiek

### Methodisch
De idee van de potentieel natuurlijke vegetatie is omstreden. Stefan Zerbe stelt in zijn publicatie Stellt die potentielle natürliche Vegetation (PNV) eine sinnvolle Zielvorstellung für den naturnahen Waldbau dar? dat de bepaling van de PNV grotendeels subjectief is en dan met name wanneer het aankomt op parameters die gekoppeld zijn aan menselijk handelen. Daarnaast stelt hij dat de successie niet meegenomen wordt binnen de PNV terwijl successie een van de belangrijkste processen is bij de houtproductie en de bossen die in sommige gevallen gebruikt worden als uitgangspunt ook verstoord zijn door menselijk handelen. Deze vegetaties dienen zo dicht mogelijk bij de natuurlijke situatie te staan maar dat is niet haalbaar. Daarnaast is de werkelijke vegetatie veel diverser dan de PNV.
Volgens Chiarucci et al is de potentieel natuurlijke vegetatie in feite een synoniem voor het eindstadium van de vegetatie. Ze stellen dat er een minstens drie problemen zijn met het beschrijven van de PNV als een proces dat daadwerkelijk overeenkomt met de werkelijkheid, namelijk dat de meeste verzamelde data subjectief is. Deze gegevens zouden niet representatief zijn voor de daadwerkelijke vegetatie. Het tweede probleem is dat er geen duidelijk schaalniveau is waarop de PNV bepaald kan worden. Het schaalniveau van de huidige vegetatieopname is veel kleiner dan het schaalniveau dat bij de PNV toegepast wordt. Het derde probleem dat Chiarucci et al beschrijven is de projectie van de gegevens met betrekking tot de tijdsduur en de ligging van de meetpunten. Er is te weinig historische data beschikbaar om een goede analyse te maken. Paleo-ecologische reconstructies uitgevoerd door Mitchell in 2005 en Willis & Birks in 2006 hebben aangetoond dat er inconsequenties zitten tussen de te verwachten vegetatietypen.
Een ander punt van kritiek is dat criteria de gesteld worden aan de potentieel natuurlijke vegetatie niet altijd consequent zijn. De originele definitie van Reinhold Tüxen wordt niet altijd in acht genomen en de definitie is niet altijd uniform. Die stelt dat de impact die menselijk handelen heeft op de vegetatie verwijderd wordt maar in bepaalde gevallen is er sprake van onomkeerbare antropogene effecten. De potentieel natuurlijke vegetatie kan dan in principe niet bepaald worden volgens de definitie van Tüxen maar dit wordt soms wel gedaan. Volgens deze definitie kan deze bepaling geen PNV genoemd worden maar is er eerder sprake van een reconstructie van de natuurlijke vegetatie. Wel kan deze vegetatiebepaling voldoen aan de aangepaste definitie van het concept PNV opgesteld door Kowarik.

### Abiotische factoren
Niet met alle abiotische factoren waaronder de bodem is voldoende bekend volgens Chiarucci en andere om tot een nauwkeurige bepaling van de potentieel natuurlijke vegetatie te komen. Zo zijn er wel bodems beschikbaar die niet aangetast zijn door menselijk handelen beschikbaar maar veel bodems hebben significante veranderingen ondergaan door dit menselijk handelen. In de afgelopen eeuwen voordat de bodem aangetast werd door menselijk handelen werd de bodem voornamelijk beïnvloed door volwassen vegetatie. Men weet niet welke invloed deze veranderingen hebben op de huidige vegetatie waardoor het onduidelijk is of de PNV overeen kan komen met de nu voorkomende vegetatietype.